# (10222) Klotz
(10222) Klotz (1997 UV10) – planetoida z pasa głównego asteroid okrążająca Słońce w ciągu 4,62 lat w średniej odległości 2,77 j.a. Odkryta 29 października 1997 roku.